# Ruedi Widmer
Ruedi Widmer (* 1973 in Winterthur) ist ein Schweizer Illustrator und Cartoonist.

## Leben und Werk
Widmer machte nach dem Vorkurs der Schule für Gestaltung Zürich eine Beruflehre als Grafiker und arbeitet seit 1994 als Grafiker und Gestalter in Zürich, später selbständig in Zürich und Winterthur. 1995 begann er, Cartoons zu zeichnen, seit 2000 veröffentlicht er regelmässig Cartoons in Schweizer Zeitungen, u. a. in der Wochenzeitung WOZ, im Tages-Anzeiger und im Saldo. Weitere Veröffentlichungen tätigt er in Titanic, Strapazin u. a. In der Winterthurer Zeitung Der Landbote erscheint seit 2000 wöchentlich die Cartoon-Kolumne «Die letzten Geheimnisse einer rationalen Welt». Widmer schreibt auch Kolumnen, experimentiert mit Fotos von Fleischerzeugnissen und Politikern und war der Telefon-Banker Bernhard Widmer, der für Titanic 2001 die besten Finanzexperten der CDU vergebens nach Luzern lockte. Auf Facebook betreibt er die Gruppe «Saublöd tanzen und dabei Geschirr von den Tischen herunter reissen», die sich mit Grenzformen tänzerischen Ausdrucks beschäftigt. 
2022 wurde Widmer in einer Abstimmung als Pressezeichner des Jahres ausgezeichnet, 2023 erhielt er den Kulturpreis der Stadt Winterthur.
Widmer lebt in Winterthur.

### Zitate
«Ich selbst gebe mit meinen Zeichnungen gerne kindliche Antworten auf ernste Probleme, oder sogar anarchische. Lachen sollte man schon auch können, nicht nur nachdenken.»

«Sein Krakelstil ist der Stil der Freiheit. Ungeduldig, wie er ist, ist es der direkteste Weg von der Idee zum Papier – ohne den Ballast der Sorgfalt, ohne das Netz des Schön-Gemacht, ohne das Abendkleid der Schnörkel – hier steht die Komik nackt, wie der Herr sie schuf.»

## Veröffentlichungen
- Die letzten Geheimnisse einer rationalen Welt: Cartoon-Kolumnen 2000–2009. Sewicky-Verlag, Winterthur 2009, ISBN 978-3-905810-05-9.
- Die Wirklichkeit, mit Fleisch nachempfunden. Brikett Verlag, Zürich 2009, ISBN 978-3-905810-05-9.
- Reality, recreated with meat. Brikett Verlag, Zürich 2010, ISBN 978-3-905810-07-3.
- Widmers Weltausstellung. Rotpunktverlag, Zürich 2018, ISBN 978-3-85869-777-6.

### Rezensionen
- Rezension von Widmers Letzten Geheimnissen auf comicgate.de